# Nuoto ai campionati mondiali di nuoto 2024
Le competizioni di nuoto ai campionati mondiali di nuoto 2024 si sono svolte dall'11 al 18 febbraio 2024 presso l'Aspire Dome nella città di Doha, in Qatar.
Si sono disputate un totale di 42 gare: 20 maschili, 20 femminili e 2 miste.

## Calendario
| Data        | Ora (UTC+1) | Evento                                            |
| ----------- | ----------- | ------------------------------------------------- |
| 11 febbraio | 07:30       | Batterie 400 m stile libero femminili             |
| 11 febbraio | 07:30       | Batterie 100 m farfalla femminili                 |
| 11 febbraio | 07:30       | Batterie 200 m misti femminili                    |
| 11 febbraio | 07:30       | Batterie staffetta 4x100 m stile libero femminile |
| 11 febbraio | 07:30       | Batterie 400 m stile libero maschili              |
| 11 febbraio | 07:30       | Batterie 100 m rana maschili                      |
| 11 febbraio | 07:30       | Batterie 50 m farfalla maschili                   |
| 11 febbraio | 07:30       | Batterie staffetta 4x100 m stile libero maschile  |
| 11 febbraio | 17:00       | Finale 400 m stile libero femminile               |
| 11 febbraio | 17:00       | Semifinali 100 m farfalla femminili               |
| 11 febbraio | 17:00       | Semifinali 200 m misti femminili                  |
| 11 febbraio | 17:00       | Finale staffetta 4x100 m stile libero femminile   |
| 11 febbraio | 17:00       | Finale 400 m stile libero maschile                |
| 11 febbraio | 17:00       | Semifinali 100 m rana maschili                    |
| 11 febbraio | 17:00       | Semifinali 50 m farfalla maschili                 |
| 11 febbraio | 17:00       | Finale staffetta 4x100 m stile libero maschile    |
| 12 febbraio | 07:30       | Batterie 1500 m stile libero femminili            |
| 12 febbraio | 07:30       | Batterie 100 m dorso femminili                    |
| 12 febbraio | 07:30       | Batterie 100 m rana femminili                     |
| 12 febbraio | 07:30       | Batterie 200 m stile libero maschili              |
| 12 febbraio | 07:30       | Batterie 100 m dorso maschili                     |
| 12 febbraio | 17:00       | Semifinali 100 m dorso femminili                  |
| 12 febbraio | 17:00       | Semifinali 100 m rana femminili                   |
| 12 febbraio | 17:00       | Finale 100 m farfalla femminile                   |
| 12 febbraio | 17:00       | Finale 200 m misti femminile                      |
| 12 febbraio | 17:00       | Semifinali 200 m stile libero maschili            |
| 12 febbraio | 17:00       | Semifinali 100 m dorso maschili                   |
| 12 febbraio | 17:00       | Finale 100 m rana maschile                        |
| 12 febbraio | 17:00       | Finale 50 m farfalla maschile                     |
| 13 febbraio | 07:30       | Batterie 200 m stile libero femminili             |
| 13 febbraio | 07:30       | Batterie 800 m stile libero maschili              |
| 13 febbraio | 07:30       | Batterie 50 m rana maschili                       |
| 13 febbraio | 07:30       | Batterie 200 m farfalla maschili                  |
| 13 febbraio | 17:00       | Semifinali 200 m stile libero femminili           |
| 13 febbraio | 17:00       | Finale 1500 m stile libero femminile              |
| 13 febbraio | 17:00       | Finale 100 m dorso femminile                      |
| 13 febbraio | 17:00       | Finale 100 m rana femminile                       |
| 13 febbraio | 17:00       | Finale 200 m stile libero maschile                |
| 13 febbraio | 17:00       | Finale 100 m dorso maschile                       |
| 13 febbraio | 17:00       | Semifinali 50 m rana maschili                     |
| 13 febbraio | 17:00       | Semifinali 200 m farfalla maschili                |
| 14 febbraio | 07:30       | Batterie 50 m dorso femminili                     |
| 14 febbraio | 07:30       | Batterie 200 m farfalla femminili                 |
| 14 febbraio | 07:30       | Batterie 100 m stile libero maschili              |
| 14 febbraio | 07:30       | Batterie 200 m misti maschili                     |
| 14 febbraio | 07:30       | Batterie staffetta 4x100 m misti mista            |
| 14 febbraio | 17:00       | Finale 200 m stile libero femminile               |
| 14 febbraio | 17:00       | Semifinali 50 m dorso femminili                   |
| 14 febbraio | 17:00       | Semifinali 200 m farfalla femminili               |
| 14 febbraio | 17:00       | Semifinali 100 m stile libero maschili            |
| 14 febbraio | 17:00       | Finale 800 m stile libero maschile                |
| 14 febbraio | 17:00       | Finale 50 m rana maschile                         |
| 14 febbraio | 17:00       | Finale 200 m farfalla maschile                    |
| 14 febbraio | 17:00       | Semifinali 200 m misti maschili                   |
| 14 febbraio | 17:00       | Finale staffetta 4x100 m misti mista              |
| 15 febbraio | 07:30       | Batterie 100 m stile libero femminili             |
| 15 febbraio | 07:30       | Batterie 200 m rana femminili                     |
| 15 febbraio | 07:30       | Batterie staffetta 4x200 m stile libero femminile |
| 15 febbraio | 07:30       | Batterie 200 m dorso maschili                     |
| 15 febbraio | 07:30       | Batterie 200 m rana maschili                      |
| 15 febbraio | 17:00       | Semifinali 100 m stile libero femminili           |
| 15 febbraio | 17:00       | Finale 50 m dorso femminile                       |
| 15 febbraio | 17:00       | Semifinali 200 m rana femminili                   |
| 15 febbraio | 17:00       | Finale 200 m farfalla femminile                   |
| 15 febbraio | 17:00       | Finale staffetta 4x200 m stile libero femminile   |
| 15 febbraio | 17:00       | Finale 100 m stile libero maschile                |
| 15 febbraio | 17:00       | Semifinale 200 m dorso maschile                   |
| 15 febbraio | 17:00       | Semifinali 200 m rana maschili                    |
| 15 febbraio | 17:00       | Finale 200 m misti maschile                       |
| 16 febbraio | 07:30       | Batterie 800 m stile libero femminili             |
| 16 febbraio | 07:30       | Batterie 200 m dorso femminili                    |
| 16 febbraio | 07:30       | Batterie 50 m farfalla femminili                  |
| 16 febbraio | 07:30       | Batterie 50 m stile libero maschili               |
| 16 febbraio | 07:30       | Batterie 100 m farfalla maschili                  |
| 16 febbraio | 07:30       | Batterie staffetta 4x200 m stile libero maschile  |
| 16 febbraio | 17:00       | Finale 100 m stile libero femminile               |
| 16 febbraio | 17:00       | Semifinali 200 m dorso femminili                  |
| 16 febbraio | 17:00       | Finale 200 m rana femminile                       |
| 16 febbraio | 17:00       | Semifinali 50 m farfalla femminili                |
| 16 febbraio | 17:00       | Semifinali 50 m stile libero maschili             |
| 16 febbraio | 17:00       | Finale 200 m dorso maschile                       |
| 16 febbraio | 17:00       | Finale 200 m rana maschile                        |
| 16 febbraio | 17:00       | Semifinali 100 m farfalla maschili                |
| 16 febbraio | 17:00       | Finale staffetta 4x200 m stile libero maschile    |
| 17 febbraio | 07:30       | Batterie 50 m stile libero femminili              |
| 17 febbraio | 07:30       | Batterie 50 m rana femminili                      |
| 17 febbraio | 07:30       | Batterie 1500 m stile libero maschili             |
| 17 febbraio | 07:30       | Batterie 50 m dorso maschili                      |
| 17 febbraio | 07:30       | Batterie staffetta 4x100 m stile libero mista     |
| 17 febbraio | 17:00       | Semifinali 50 m stile libero femminili            |
| 17 febbraio | 17:00       | Finale 800 m stile libero femminile               |
| 17 febbraio | 17:00       | Finale 200 m dorso femminile                      |
| 17 febbraio | 17:00       | Semifinali 50 m rana femminili                    |
| 17 febbraio | 17:00       | Finale 50 m farfalla femminile                    |
| 17 febbraio | 17:00       | Finale 50 m stile libero maschile                 |
| 17 febbraio | 17:00       | Semifinali 50 m dorso maschili                    |
| 17 febbraio | 17:00       | Finale 100 m farfalla maschile                    |
| 17 febbraio | 17:00       | Finale staffetta 4x100 m stile libero mista       |
| 18 febbraio | 07:30       | Batterie 400 m misti femminili                    |
| 18 febbraio | 07:30       | Batterie staffetta 4x100 m misti femminile        |
| 18 febbraio | 07:30       | Batterie 400 m misti maschili                     |
| 18 febbraio | 07:30       | Batterie staffetta 4x100 m misti maschile         |
| 18 febbraio | 17:00       | Finale 50 m stile libero femminile                |
| 18 febbraio | 17:00       | Finale 50 m rana femminile                        |
| 18 febbraio | 17:00       | Finale 400 m misti femminile                      |
| 18 febbraio | 17:00       | Finale staffetta 4x100 m misti femminile          |
| 18 febbraio | 17:00       | Finale 1500 m stile libero maschile               |
| 18 febbraio | 17:00       | Finale 50 m dorso maschile                        |
| 18 febbraio | 17:00       | Finale 400 m misti maschili                       |
| 18 febbraio | 17:00       | Finale staffetta 4x100 m misti maschile           |

## Podi

### Uomini
| Evento                          | Oro | Tempo    | Argento | Tempo    | Bronzo | Tempo    |
| ------------------------------- | --- | -------- | --- | -------- | --- | -------- |
| Stile libero                    | |          | |          | |          |
| 50 m (dettagli)                 | Vladyslav Bukhov | 21"44    | Cameron McEvoy | 21"45    | Benjamin Proud | 21"53    |
| 100 m (dettagli)                | Pan Zhanle | 47"53    | Alessandro Miressi | 47"72    | Nándor Németh | 47"78    |
| 200 m (dettagli)                | Hwang Sun-woo | 1'44"75  | Danas Rapšys | 1'45"05  | Luke Hobson | 1'45"26  |
| 400 m (dettagli)                | Kim Woo-min | 3'42"71  | Elijah Winnington | 3'42"96  | Lukas Märtens | 3'42"96  |
| 800 m (dettagli)                | Daniel Wiffen | 7'40"94  | Elijah Winnington | 7'42"95  | Gregorio Paltrinieri | 7'42"98  |
| 1500 m (dettagli)               | Daniel Wiffen | 14'34"97 | Florian Wellbrock | 14'44"61 | David Aubry | 14'44"85 |
| Dorso                           | |          | |          | |          |
| 50 m (dettagli)                 | Isaac Cooper | 24"13    | Hunter Armstrong | 24"33    | Ksawery Masiuk | 24"44    |
| 100 m (dettagli)                | Hunter Armstrong | 52"68    | Hugo González | 52"70    | Apostolos Christou | 53"36    |
| 200 m (dettagli)                | Hugo González | 1'55"30  | Roman Mityukov | 1'55"40  | Pieter Coetze | 1'55"99  |
| Rana                            | |          | |          | |          |
| 50 m (dettagli)                 | Sam Williamson | 26"32    | Nicolò Martinenghi | 26"39    | Nic Fink | 26"49    |
| 100 m (dettagli)                | Nic Fink | 58"57    | Nicolò Martinenghi | 58"84    | Adam Peaty | 59"10    |
| 200 m (dettagli)                | Dong Zhihao | 2'07"94  | Caspar Corbeau | 2'08"24  | Nic Fink | 2'08"85  |
| Farfalla                        | |          | |          | |          |
| 50 m (dettagli)                 | Diogo Ribeiro | 22"97    | Michael Andrew | 23"07    | Cameron McEvoy | 23"08    |
| 100 m (dettagli)                | Diogo Ribeiro | 51"17    | Simon Bucher | 51"28    | Jakub Majerski | 51"32    |
| 200 m (dettagli)                | Tomoru Honda | 1'53"88  | Alberto Razzetti | 1'54"65  | Martin Espernberger | 1'55"16  |
| Misti                           | |          | |          | |          |
| 200 m (dettagli)                | Finlay Knox | 1'56"64  | Carson Foster | 1'56"97  | Alberto Razzetti | 1'57"42  |
| 400 m (dettagli)                | Lewis Clareburt | 4'09"72  | Max Litchfield | 4'10"40  | Daiya Seto | 4'12"51  |
| Staffette                       | |          | |          | |          |
| 4x100 m stile libero (dettagli) | Cina Pan Zhanle (46"80) Ji Xinjie (48"18) Zhang Zhanshuo (48"63) Wang Haoyu (47"47)                                  | 3'11"08  | Italia Alessandro Miressi (47"90) Lorenzo Zazzeri (47"99) Paolo Conte Bonin (47"83) Manuel Frigo (48"36) Leonardo Deplano* | 3'12"08  | Stati Uniti Matthew King (48"02) Shaine Casas (48"47) Luke Hobson (47"68) Carson Foster (48"12) Hunter Armstrong* Jack Aikins* | 3'12"29  |
| 4x200 m stile libero (dettagli) | Cina Ji Xinjie Wang Haoyu Pan Zhanle Zhang Zhanshuo                                                                  | 7'01"84  | Corea del Sud Yang Jae-hoon Kim Woo-min Lee Ho-joon Hwang Sun-woo Lee Yoo-yeon*                                            | 7'01"94  | Stati Uniti Luke Hobson Carson Foster Hunter Armstrong David Johnston Shaine Casas*                                            | 7'02"08  |
| 4x100 m misti (dettagli)        | Stati Uniti Hunter Armstrong Nic Fink Zach Harting Matthew King Jack Aikins* Jake Foster* Shaine Casas* Luke Hobson* | 3'29"80  | Paesi Bassi Kai Van Westering Arno Kamminga Nyls Korstanje Stan Pijnenburg Caspar Corbeau*                                 | 3'31"23  | Italia Michele Lamberti Nicolò Martinenghi Gianmarco Sansone Alessandro Miressi Ludovico Viberti* Federico Burdisso*           | 3'31"59  |

### Donne
| Evento                          | Oro | Tempo    | Argento | Tempo    | Bronzo | Tempo    |
| ------------------------------- | --- | -------- | --- | -------- | --- | -------- |
| Stile libero                    | |          | |          | |          |
| 50 m (dettagli)                 | Sarah Sjöström | 23"69    | Kate Douglass | 23"91    | Katarzyna Wasick                                                                                             | 23"95    |
| 100 m (dettagli)                | Marrit Steenbergen | 52"26    | Siobhán Haughey | 52"56    | Shayna Jack                                                                                                  | 52"83    |
| 200 m (dettagli)                | Siobhán Haughey | 1'54"89  | Erika Fairweather | 1'55"77  | Brianna Throssell                                                                                            | 1'56"00  |
| 400 m (dettagli)                | Erika Fairweather | 3'59"44  | Li Bingjie | 4'01"62  | Isabel Marie Gose                                                                                            | 4'02"39  |
| 800 m (dettagli)                | Simona Quadarella | 8'17"44  | Isabel Marie Gose | 8'17"53  | Erika Fairweather                                                                                            | 8'22"26  |
| 1500 m (dettagli)               | Simona Quadarella | 15'46"99 | Li Bingjie | 15'56"62 | Isabel Marie Gose                                                                                            | 15'57"55 |
| Dorso                           | |          | |          | |          |
| 50 m (dettagli)                 | Claire Curzan | 27"43    | Iona Anderson | 27"45    | Ingrid Wilm                                                                                                  | 27"61    |
| 100 m (dettagli)                | Claire Curzan | 58"29    | Iona Anderson | 59"12    | Ingrid Wilm                                                                                                  | 59"18    |
| 200 m (dettagli)                | Claire Curzan | 2'05"77  | Jaclyn Barclay | 2'07"03  | Anastasija Škurdaj                                                                                           | 2'09"08  |
| Rana                            | |          | |          | |          |
| 50 m (dettagli)                 | Rūta Meilutytė | 29"40    | Tang Qianting | 29"51    | Benedetta Pilato                                                                                             | 30"02    |
| 100 m (dettagli)                | Tang Qianting | 1'05"27  | Tes Schouten | 1'05"82  | Siobhán Haughey                                                                                              | 1'05"92  |
| 200 m (dettagli)                | Tes Schouten | 2'19"81  | Kate Douglass | 2'20"91  | Sydney Pickrem                                                                                               | 2'22"94  |
| Farfalla                        | |          | |          | |          |
| 50 m (dettagli)                 | Sarah Sjöström | 24"63    | Mélanie Henique | 25"44    | Farida Osman                                                                                                 | 25"67    |
| 100 m (dettagli)                | Angelina Köhler | 56"28    | Claire Curzan | 56"61    | Louise Hansson                                                                                               | 56"94    |
| 200 m (dettagli)                | Laura Stephens | 2'07"35  | Helena Rosendahl Bach                                                                                                   | 2'07"44  | Lana Pudar                                                                                                   | 2'07"92  |
| Misti                           | |          | |          | |          |
| 200 m (dettagli)                | Kate Douglass | 2'07"05  | Sydney Pickrem | 2'08"56  | Yu Yiting | 2'09"01  |
| 400 m (dettagli)                | Freya Colbert | 4'37"14  | Anastasia Gorbenko | 4'37"36  | Sara Franceschi                                                                                              | 4'37"86  |
| Staffette                       | |          | |          | |          |
| 4x100 m stile libero (dettagli) | Paesi Bassi Kim Busch (55"21) Janna van Kooten (55"24) Kira Toussaint (53"81) Marrit Steenbergen (52"35) Milou van Wijk* | 3'36"61  | Australia Brianna Throssell (54"29) Alexandria Perkins (55"02) Abbey Harkin (54"98) Shayna Jack (52"64) Jaclyn Barclay* | 3'36"93  | Canada Rebecca Smith (54"93) Sarah Fournier (55"28) Katerine Savard (54"48) Taylor Ruck (53"26) Ella Jansen* | 3'37"95  |
| 4x200 m stile libero (dettagli) | Cina Ai Yanhan Gong Zhenqi Li Bingjie Yang Peiqi Ma Yonghui*                                                             | 7'47"26  | Gran Bretagna Freya Colbert Abbie Wood Lucy Hope Medi Harris                                                            | 7'50"90  | Australia Brianna Throssell Shayna Jack Abbey Harkin Kiah Melverton Jaclyn Barclay*                          | 7'51"41  |
| 4x100 m misti (dettagli)        | Australia Iona Anderson Abbey Harkin Brianna Throssell Shayna Jack Alexandria Perkins* Jaclyn Barclay*                   | 3'55"98  | Svezia Louise Hansson Sophie Hansson Sarah Sjöström Michelle Coleman Hanna Rosvall*                                     | 3'56"35  | Canada Ingrid Wilm Sophie Angus Rebecca Smith Taylor Ruck Sydney Pickrem* Katerine Savard*                   | 3'56"43  |

### Misto
| Evento                          | Oro | Tempo   | Argento | Tempo   | Bronzo | Tempo   |
| ------------------------------- | --- | ------- | --- | ------- | --- | ------- |
| Staffette                       | |         | |         | |         |
| 4x100 m stile libero (dettagli) | Cina Pan Zhanle Wang Haoyu Li Bingjie Yu Yiting Ji Xinjie* Ai Yanhan*                                                                                         | 3'21"18 | Australia Kai Taylor Jack Cartwright Shayna Jack Brianna Throssell Alexandria Perkins* Abbey Harkin*                                      | 3'21"78 | Stati Uniti Hunter Armstrong Matthew King Claire Curzan Kate Douglass Luke Hobson* Jack Aikins* Addison Sauickie* Kayla Han*   | 3'22"28 |
| 4x100 m misti (dettagli)        | Stati Uniti Hunter Armstrong (53"07) Nic Fink (58"27) Claire Curzan (56"54) Kate Douglass (52"35) Jack Aikins* Jake Foster* Rachel Klinker* Addison Sauickie* | 3'40"22 | Australia Bradley Woodward (53"92) Sam Williamson (59"54) Brianna Throssell (57"22) Shayna Jack (52"44) Alexandria Perkins* Abbey Harkin* | 3'43"12 | Gran Bretagna Medi Harris (1'00"28) Adam Peaty (59"42) Matthew Richards (52"87) Anna Hopkin (52"52) James Wilby* Duncan Scott* | 3'45"09 |

## Medagliere
| Pos.   | Paese                        | Oro | Argento | Bronzo | Totale |
| ------ | ---------------------------- | --- | ------- | ------ | ------ |
| 1      | Stati Uniti                  | 8   | 6       | 6      | 20     |
| 2      | Cina                         | 7   | 3       | 1      | 11     |
| 3      | Australia                    | 3   | 9       | 4      | 16     |
| 4      | Paesi Bassi                  | 3   | 3       | 0      | 6      |
| 5      | Italia                       | 2   | 5       | 5      | 12     |
| 6      | Gran Bretagna                | 2   | 2       | 3      | 7      |
| 7      | Nuova Zelanda                | 2   | 1       | 1      | 4      |
| 7      | Svezia                       | 2   | 1       | 1      | 4      |
| 9      | Corea del Sud                | 2   | 1       | 0      | 3      |
| 10     | Irlanda                      | 2   | 0       | 0      | 2      |
| 10     | Portogallo                   | 2   | 0       | 0      | 2      |
| 12     | Germania                     | 1   | 2       | 3      | 6      |
| 13     | Canada                       | 1   | 1       | 5      | 7      |
| 14     | Hong Kong                    | 1   | 1       | 1      | 3      |
| 15     | Spagna                       | 1   | 1       | 0      | 2      |
| 15     | Lituania                     | 1   | 1       | 0      | 2      |
| 17     | Giappone                     | 1   | 0       | 1      | 2      |
| 18     | Ucraina                      | 1   | 0       | 0      | 1      |
| 19     | Austria                      | 0   | 1       | 1      | 2      |
| 19     | Francia                      | 0   | 1       | 1      | 2      |
| 21     | Danimarca                    | 0   | 1       | 0      | 1      |
| 21     | Israele                      | 0   | 1       | 0      | 1      |
| 21     | Svizzera                     | 0   | 1       | 0      | 1      |
| 24     | Polonia                      | 0   | 0       | 3      | 3      |
| 25     | Bosnia ed Erzegovina         | 0   | 0       | 1      | 1      |
| 25     | Egitto                       | 0   | 0       | 1      | 1      |
| 25     | Grecia                       | 0   | 0       | 1      | 1      |
| 25     | Ungheria                     | 0   | 0       | 1      | 1      |
| 25     | Sudafrica                    | 0   | 0       | 1      | 1      |
| 25     | Atleti Indipendenti Neutrali | 0   | 0       | 1      | 1      |
| Totale | Totale                       | 42  | 42      | 42     | 126    |